# Komplijansa
Komplijansa ili adherenca je termin preuzet iz engleskog jezika ("compliance / adherence" ) i označava poslušnost, saglasnost, vernost u poštovanju preporuka o lečenju koje su lekar i farmaceut dali pacijentu. Lekar i farmaceut podrazumevaju da će pacijent posle potvrđene dijagnoze i propisane terapije, sarađivati u skladu sa svojim mogućnostima i poštovati preporučeni režim lečenja. U širem kontekstu znači pridržavanje preporuka o lečenju, uključujući i izmene životnog stila, promenu ishrane, bavljenje sportom, bezbedno seksualno ponašanje, posete psihologu, redovne fizioterapijske vežbe i dr.

## Terminološke odrednice
- Komplijansa je mera do koje se ponašanje pacijenta poklapa sa preporukama osobe koja propisuje ili izdaje lek. To je sposobnost pacijenta da se pridržava terapijskog režima propisanog od strane lekara. Više prati autoritativnu terapijsku odluku lekara nego što je to proces zajedničkog donošenja odluka.
- Adherenca je mera do koje se ponašanje pacijenta poklapa sa dogovorenim preporukama osobe koja propisuje lek.To je sposobnost pacijenta da se pridržava terapijskog režima, ali dogovorenog između pacijenta i lekara. To je partnerstvo pacijenta i propisivača. Mnogi su je u svojili kao alternativu komplijanse, u pokušaju da se naglasi da je pacijent slobodan da odluči da li želi da poštuje („adherira”) preporuke lekara ili da propusti da to uradi. Ističe se  potreba za dogovorom pacijenta i lekara. U vezi sa ovim terminima su još izrazi :
- Konkordanca je relativno novi zraz, koji se pretežno koristi u Velikoj Britaniji. Njegova definicija se menjala tokom vremena, od one koja je bila usredsređena na proces konsultovanja, do podrške pacijentu prilikom uzimanja leka. Termin konkordanca se ponekad koristi u pogrešnom značenju kao sinonim za adherencu.
- Perzistenca je vreme od početka do prekida terapije, ili podrazumeva procenat pacijenata koji ostaju na terapiji posle određenog perioda.[1]

## Epidemiološki podaci
Studije Svetske zdravstvene organizacije (SZO) ukazuju na to da 43% pacijenata u razvijenim društvima uzima lekove prema propisu za lečenje astme, da 40–70% prati uputstva lekara tokom lečenja depresije i da samo 51% pacijenata uzima propisane doze antihipertenziva. Među pacijentima kojima su propisani beta blokatori, nakon infarkta, samo 45% je redovno uzimalo ove lekove tokom prve godine po napuštanju bolnice, uz najveći pad adherence tokom početnih meseci posle otpusta. Manje od 2% odraslih sa dijabetesom pridržavalo se propisane nege, što je podrazumevalo samopraćenje glukoze u krvi, ograničenja u ishrani i upotrebu lekova.

## Uzroci
- Društveni i ekonomski faktori: ograničeno poznavanje nove terminologije, nedovoljno medicinsko obrazovanje, nedostatak porodične i društvene potpore, nestabilni životni uslovi (npr. beskućnici), tegoban život, ograničen pristup resursima zdravstvene zaštite, bez zdravstvenog osiguranja, otežan pristup farmaceutskoj zdravstvenoj zaštiti, troškovi lečenja/lekova, kulturološke zablude i verovanja o bolesti i lečenju i zloupotreba starih.

- Faktori zdravstvenog sistema: odnos nosilac zdravstvene zaštite – pacijent, komunikacijske veštine nosioca zdravstvene zaštite (nedovoljno objašnjenje neupućenom pacijentu), nesklad između stavova o zdravlju između nosioca zdravstvene zaštite i pacijenta, nedovoljni edukacioni programi i provera stečenih znanja, nedostatak znanja o adherenci i delotvornim intervencijama za njeno poboljšanje, upotreba isuviše stručnog jezika za širu javnost, visoki troškovi lekova ili dela učešća koje snosi pacijent, otežano zakazivanje ili propuštanje pregleda, dug period čekanja, nedostatak kontinuirane zdravstvene zaštite.

- Faktori vezani za zdravstveno stanje: hronična oboljenja, simptomi nisu manifestni (hipertenzija), težina simptoma, depresija, psihotična oboljenja, mentalna retardacija /ometenost u razvoju.

- Faktori vezani za terapiju: složeni terapijski protokoli (broj dnevnih doza, polifarmacija), složena primena lekova (iekcije, inhalatori), trajanje lečenja, česte izmene načina lečenja, izostanak poboljšanja neposredno po primeni terapije, upotreba određenih lekova dovodi do društvene stigme (psihofarmaci), neprijatna sporedna dejstva lekova, terapija znatno narušava željeni životni stil ili zahteva značajne promene u navikama.

- Faktori vezani za pacijenta :

- Somatski: oštećenje vida, oštećenje sluha, kognitivni poremećaji, ograničena pokretljivost i spretnost i otežano gutanje.
- Psihološko-bihevioralni: saznanja (znanja) o oboljenju, percepcija rizika/hipohondrija, razumevanje neophodnosti lečenja, očekivanja i stavovi prema lečenju, očekivana dobrobit od lečenja, poverenje i sposobnost da se prati terapijski režim, motivacija, strah od mogućih neželjenih dejstava, strah od razvijanja zavisnosti, stigmatizacija bolešću, frustracije nosiocima zdravstvene zaštite, psihosocijalni stres, anksioznost, ljutnja, zloupotreba alkohola i drugih supstanci.

## Metode merenja komplijanse/adherence
U zavisnosti od istraživačkih ciljeva koriste se različite metode:
- direktne metode : merenje nivoa leka ili metabolita u krvi, biološkog markera u krvi

- indirektne metode :brojanje pilula, dnevnici pacijenata, stopa ponovnih popunjavanja recepata, upitnici za pacijente, samoizveštaji pacijenata.[1]

## Dodatna literatura
- Vrijens, Bernard; De Geest, Sabina; Hughes, Dyfrig A.; Przemyslaw, Kardas; Demonceau, Jenny; Ruppar, Todd; Dobbels, Fabienne; Fargher, Emily; Morrison, Valerie; Lewek, Pawel; Matyjaszczyk, Michal; Mshelia, Comfort; Clyne, Wendy; Aronson, Jeffrey K.; Urquhart, J.; ABC Project Team (2012). „A new taxonomy for describing and defining adherence to medications”. British Journal of Clinical Pharmacology. 73 (5): 691—705. PMC 3403197 . PMID 22486599. doi:10.1111/j.1365-2125.2012.04167.x.

## Spoljašnje veze
- British Journal of Clinical Pharmacology: „Concordance is not synonymous with compliance or adherence”.